# Space Age Batchelor Pad Music
Pour les articles homonymes, voir Batchelor.
Space Age Batchelor Pad Music est un maxi du groupe anglais Stereolab, sorti en mars 1993. Du fait de sa longueur, ce disque est parfois classé comme album dans les discographies du groupe. Sur le site officiel de Stereolab, il est classé comme « mini-LP ».
Il est possible qu'une erreur typographique se soit glissée dans le titre, la chanson du même nom s'écrivant bien « bachelor » alors que le mot « batchelor » n'existe pas en anglais. De plus, ce titre est une allusion à la space age pop, un style de musique lounge créée par le compositeur mexicain Juan Garcia Esquivel.

## Liste des titres
1. Avant Garde M.O.R. – 4:09
2. Space Age Bachelor Pad Music (Mellow) – 1:44
3. The Groop Play Chord X – 2:01
4. Space Age Bachelor Pad Music (Foamy) – 2:14
5. Ronco Symphony – 3:36
6. We're Not Adult Oriented – 6:07
7. U.H.F. – MFP – 4:53
8. We're Not Adult Oriented (Neu Wave Live) – 3:34